# Leopoldo III de Anhalt-Dessau
Leopoldo III Frederico Francisco, Duque de Anhalt-Dessau (10 de Agosto de 1740 – 9 de Agosto de 1817), conhecido como  "Príncipe Francisco" ou "Pai Francisco", foi um príncipe alemão da Casa de Ascania. Entre 1751 e 1807 ele foi o príncipe regente do Principado de Anhalt-Dessau, e desde 1807 o primeiro Duque do Ducado de Anhalt-Dessau.
Forte apoiante do Iluminismo, Leopoldo realizou várias reformas no seu principado e fez de Anhalt-Dessau um dos mais modernos e prósperos pequenos estados alemães. Admirador da Inglaterra, Leopoldo aumentou e alterou os antigos jardins de Oranienbaum, construídos ao estilo holandês, para criar o primeiro e o maior dos paruqes ingleses daquele tempo, renomeado de Reino dos Jardins de Dessau-Wörlitz.